# Dan's Chocolates
Шоколад «Dan's Chocolates» — виробник шоколаду Берлінгтон, Вермонт .

## Історія
Кондитерська фабрика була заснована в 1999 році Даном Каннінгамом. З самого початку віда була створена як дочірнє підприємство сайту вітальних листівок BlueMountain.com хоча згодом і зарекомендувала себе, як незалежне підприємство у 2000 році.
Компанія керує як фабрикою шоколадних цукерок, так і бізнесом, що продає натуральні шоколадні батончики та трюфелі через роздрібні продуктові магазини.
Шоколад Dan's включає молочні, темні та білі сорти.
Компанія Dan's Chocolates розміщує на своєму сайті таблицю показників соціальної відповідальності, яка включає заходи щодо зменшення споживання енергії, викидів парникових газів та відходів виробництва у виробництві. З моменту заснування відсоток від кожного продажу був переданий одній з благодійних організацій, які клієнти призначають при оформленні каси.  
Шоколад Dan's увійшов до складу Hauser Foods у 2017 році.  